# Du har det där
Du har det där är ett studioalbum från 1992 av det svenska dansbandet Grönwalls. Det utkom på Frituna, och är deras debutalbum, och för det nominerades bandet till en Grammis. Melodierna "Du har det där" och "Du ringde från Flen" placerade sig på Svensktoppen .

## Låtlista
1. Du har det där (Bert Månson)
2. Ett ärligt svar (Jack Johansen-Eva Andersson)
3. Limon Limonero (Carlos Imperial-Stig Olin)
4. Hand i hand med kärleken (Bert Månson)
5. Achy Breaky Heart (Donald Von Tress)
6. I motvind (Michael Saxell)
7. Intill mig (Real World) (Lothar Krell-Maggie Reilly-Gavin Hodgson-Stewart McKillop-Michael Persson)
8. Du, jag och kärleken (Mats Andersson)
9. Kär i dig (Touch the Sky) (Carl-Axel Gårdebäck-Gunnar Johansson-Lars Sandberg)
10. Du ringde från Flen (Ulf Nordqvist)
11. Jag skall bygga en bro (Michael Saxell)
12. Hela natten lång (Hele natten lang) (Anders Valbro-Monia Sjöström-Mikael Andersen)
13. Om en stund (Calle Kindbom-Per-Ola Pettersson)
14. För den kärlek jag känner (When Your Heartache is Over) (Tim Norell-Oson-Alexander Bard-Keith Almgren)

## Medverkande
- Monia Sjöström - Sång
- Niclas Brandt - Keyboard och sång
- Mikael Andersen - Akustisk gitarr och sång
- Peter Clarinsson - Trummor
- Jonas Nilsson - Gitarr
- Sid Andersson - Bas och sång